# Keti Garbi

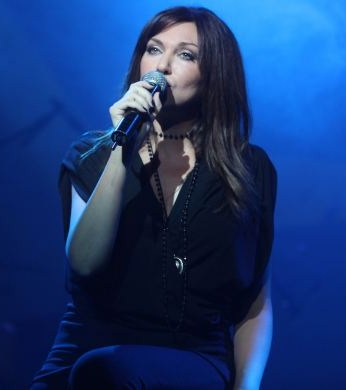
Kaiti Garbi (2009)

Keti Garbi (griechisch Καίτη Γαρμπή, * 8. Juni 1963 in Egaleo bei Athen; bürgerlich Katerina Garbi) ist eine griechische Sängerin der „Modern Laika“ und Popmusik.
Außer in ihrer Heimat Griechenland ist sie auch auf Zypern, in Bulgarien und der Türkei bekannt.

## Karriere
Ihre Karriere begann 1987, als sie eine Coverversion von „Saint Trope“ sang und anschließend einen Plattenvertrag bekam. Im Jahr 1989 veröffentlichte sie das erste Album Prova. Weitere Alben wie Gyalia Karfia und Endalma Silipseos bewegten sich noch mehr in der Laïki-Stilrichtung. Mit Tou Fegariou Anapnoes hat sie mit Popmusik experimentiert und Goldstatus erreicht, später folgte Platin.
Unter anderem war sie mit dem Titel Ellada, chora tou fotos Teilnehmerin beim Eurovision Song Contest 1993 und erreichte dort Platz 9.
Die Remix-Version des Songs Esena Mono wurde vor allem in der Türkei ein großer Hit in den Clubs. Es handelt sich dabei um ein Sample des Liedes Bayatılar von Eldar Mansurov & Brilliant Dadaşova. Der Song Anemodarmena Ipsi wurde im Jahr 2016 vom Frontsänger der türkischen Band maNga, Ferman Akgül, unter dem Titel İstemem Söz Sevmeni gecovert.

## Diskografie

### Alben
- 1989: Prova
- 1990: Gyalia Karfia
- 1991: Entalma Silepseos
- 1992: Tou Feggariou Anapnoes
- 1993: Os Ton Paradeiso
- 1994: Atofio Xrysafi
- 1996: Arhizo Polemo
- 1997: Evesthisies
- 1998: Hristougenna Me Tin Kaiti
- 1999: Doro Theou
- 2000: To Kati
- 2001: Apla Ta Pragmata
- 2003: Emmones Idees
- 2005: Eho Sta Matia Ourano
- 2006: Pos Allazei O Kairos
- 2008: Kainouria Ego
- 2011: Pazl
- 2013: Buona Vita
- 2013: Perierges Meres
- 2017: Spase Tous Deiktes

### Livealben
- 2007: 18 Xronia Live
- 2019: 30 Hronia Katy Garbi (Live Katrakio 2019)

### Kompilationen
- 2013: Apo Kardias / Best 2013

### EPs
- 2000: Ti Theloune Ta Matia Sou
- 2002: Remix Plus
- 2002: Mia Kardia
- 2004: Galazio Kai Lefko

### Singles (Auswahl)
- 1988: Sto Sen Trope
- 1990: Kane Kati
- 1992: Pes’ To M’Ena Fili
- 1994: Atofio Xrysafi
- 1996: Tha Melagholiso
- 1996: Perasmena Xehasmena
- 1997: Kivotos
- 1997: Ierosylia
- 2000: To Kati
- 2000: Oli Mou I Stenahoria
- 2000: Epitelous (mit Natasa Theodoridou)
- 2003: Esena Mono (Sample von Eldar Mansurov & Brilliant Dadaşova – Bayatılar)
- 2005: Stohos (Original: Gülşen – Of Of)
- 2013: Anemodarmena Ipsi
- 2015: Ti Kardia Sou Rota / Kalbine Sor (mit Burak Kut)
- 2015: Koita s’ Agapao / Harikalar Diyarım (mit Burak Kut)
- 2019: Ilios De Vgainei An Den Peis Kalimera
- 2019: Kormia Hamena
- 2020: S’ Opoion Areso